# François Rémy
 (mai 2015).
Si vous disposez d'ouvrages ou d'articles de référence ou si vous connaissez des sites web de qualité traitant du thème abordé ici, merci de compléter l'article en donnant les références utiles à sa vérifiabilité et en les liant à la section « Notes et références ».
Pour les articles homonymes, voir Rémy (homonymie).
François Rémy, né le 5 septembre 1923 à Nancy et décédé le 7 mai 2015 à Paris, est un médecin français. Il est notamment ancien directeur régional de l'Unicef pour le Proche-Orient, ancien président du comité français pour l'Unicef, chevalier de la Légion d'honneur et lauréat du prix Dag-Hammarskjöld de l'Académie internationale pour la paix.

## Biographie
En décembre 1944, il s’engage dans la division Leclerc.  
En 1948, il est docteur en médecine de la faculté de Nancy.  
De 1949 à 1960, il sert dans les cadres de la santé publique du Maroc. Initialement, il est responsable d’une circonscription du Sud marocain, regroupant une importante population. Il y est confronté à l’inadéquation de la médecine telle qu’elle lui avait été enseignée. Il est nommé ensuite à Casablanca, puis à Rabat, et s’engage dans la politique de la santé pour tous. Au sein du Ministère de la santé, il est conseiller pour les activités de médecine sociale. Il contribue à renforcer l’éducation sanitaire. Il passe à Marseille un diplôme de nutrition (FAO-OMS) et,  de retour à Rabat, il crée un service destiné à mesurer et à améliorer la valeur nutritionnelle de l’alimentation infantile. 
En 1960, de retour en France, il est intégré dans les cadres des services de la santé publique puis recruté en tant que nutritionniste par la FAO. Nommé en Côte d’Ivoire, il participe au développement d’une politique alimentaire mieux adaptée à l’enfance.  
En 1963, la FAO le nomme conseiller en nutrition auprès du siège de l’UNICEF à New York.  
En 1965, il est recruté par l’UNICEF à New York. Au sein de l’équipe, il anime les efforts de l’organisation afin que soient pris en compte, dans les plans économiques et sociaux des pays en développement, les aspects prioritaires de la protection de l’enfance. 
En 1971, il est nommé représentant de l’Unicef pour le Maghreb, en résidence à Alger. Il y soutient entre autres un projet industriel pour des aliments adaptés aux enfants.  
En 1975, il est chargé de mission pour créer un bureau Unicef à Hanoï, où il est accrédité comme représentant officiel. Dans ce pays meurtri après la guerre du Viêt Nam, il participe à la reconstruction des services sociaux pour l’enfant. 
En 1977, il est nommé directeur régional de l'Unicef pour le Proche-Orient et l’Afrique du Nord, en résidence à Beyrouth. D’Ankara, jusqu’à Rabat, il suit les programmes de l’organisation pour chaque bureau national. Lors du siège de Beyrouth, fin 1982, le docteur Rémy a contribué aux opérations de secours aux populations de la ville et aux quartiers des réfugiés palestiniens. Il publie 40 000 enfants par jour, livre qui s’ajoute à ses nombreux articles sur la santé et la nutrition. Il reçoit pour cet ouvrage le prix de la Fondation de l’Académie des sciences morales et politiques. 
En 1984, il reçoit également pour sa carrière le prix Dag-Hammarskjöld  de l’Académie internationale pour la paix. Médecin général honoraire de la santé publique, il fait alors partie du conseil d'administration du Centre international de l'enfance à Paris ainsi que de l’Institut national de l’enfance et de la famille.
Il est membre du conseil d'administration du comité français pour l'UNICEF en 1987.
En 1988, il est élu président du comité français pour l’Unicef et réélu pour plusieurs mandats. Durant ces années, il contribue, auprès de tous les acteurs sociaux et politiques, à faire connaître la convention des Nations unies pour les droits de l’enfant et à plaider pour qu’elle soit ratifiée par la France. 
En 1991, le docteur François Rémy est élevé au grade de chevalier dans l'ordre national de la Légion d'honneur.
En 1994, il reçoit, au Sénat, le prix du Civisme, du comité national de liaison « Être citoyen »
En 1996, il est nommé président d’honneur d’Unicef France. Il reçoit pour son action au Maroc le prix Hassan-II pour la protection de l'enfant. 
En 2005, Il reçoit de la part de la Viêt Nam Commission for Population, Family and Children (VCPFC) la médaille « Pour la cause de l’enfance »